# تيلكيتشي
تيلكيتشي بالبرتغالية Telecatch هو عبارة عن برنامج تلفزيوني برازيلي عن المصارعة المحترفة يسمى في الأصل تيلكيتشي مونتيلا بالبرتغالية "Telecatch Montilla"، وقد تم بثه هلي قناة TV Globo في الفترة من عام 1967 إلى عام 1969. تم تغيير اسم البرنامج لاحقًا إلى "Os Reis do Ringue" في السبعينيات حيث تم بثه علي قناة RecordTV ، والذي يترجم حرفياً إلى «ملوك الحلبة». في عام 1965، عرضت قناة TV Excelsior البرنامج لأول مرة باسم تيلكيتشي فولكان بالبرتغالية: Telecatch Vulcan. لأسباب اقتصادية، قررت سلسلة متاجر Imperatriz das Sedas (الراعي الرئيسي) والشركات المرتبطة بها عدم تمويل برنامج Telecatch مما أدي إلي إنهاء بث البرنامج نهائيًا.
كانت تشبه المصارعة البرازيلية في هذه الحقبة تشبه المصارعة الأمريكية المحترفة إلي حد كبير بمصارعيها ومنتجيها والمروجين فكانت النتائج تحدد مسبقًا. كان تشكيل العرض نتيجة مباشرة لصدمة الجمهور من وحشية عروض فالي تودو بالبرتغالية Vale tudo وهي عروض تشبه عروض اتحاد سي زي دبليو أو عروض اتحاد إي سي دبليو في العنف، والذي تم بثه في برنامج تلفزيوني في نفس الفترة الزمنية التي تم بث فيها عروض Telecatch Montila. قرر المسؤولون التنفيذيون في التلفزيون أن العرض بنتائج محددة مسبقًا يجب أن يحل محل عرض فالي تودو الوحشي الذي لا يمكن التنبؤ بنتائجه، وبالتالي تم إنشاء أول عروض المصارعة المحترفة المتلفزة في البرازيل. نظرًا لشعبية البرنامج، حتى اليوم يتم استخدام مصطلح تيلكيتشي في اللغة البرتغالية بلهجتها البرازيلية Telecatch أحيانًا كمرادف لمصارعة المحترفين.
وقع المصارع المحترف الأرجنتيني المولود في إيطاليا والذي اشتهر باسم تيد بوي مارينو في عام 1967 وأصبح أكبر نجم في الحملة كمصارع محبوب. حقق العرض نجاحًا كبيرًا على TV Excelsior واستمر تشغيله حتى عام 1980.
في عام 2012، أعاد الاتحاد البرازيلي للمصارعة إحياء التيلكيتشي Telecatch باسم بي دبليو إف تيلكيتشي "BWF Telecatch" في محاولات لإحياء مصارعة المحترفين في البرازيل. بعد بضع سنوات، بدأت شركات أخرى مثل FILL (اتحاد لوتا ليفري الدولي) و EWF (إكستريم ريسلينغ فورس) في تقديم منتج مماثل. وأحدث هذه الإتحادات هو أكشن برو ريسلينغ APW ، الذي تأسس في 2018 بهدف جلب المعرفة الدولية لتقليد مصارعة التيلكيتشي البرازيلية. من بين هؤلاء، يتم بث اتحاد المصارعة البرازيلي وأكشن برو ريسلينغ APWفقط من خلال القنوات التلفزيونية المحلية مثل TV Garulhos ومتوفر على قناتهم على منصة YouTube.
بعد فترة وجيزة، بدأت العديد من العروض الترويجية المختصة في مصارعة الفناء الخلفي في الظهور بمزج أسلوب مصارعة Telecatch مع المصارعة الدولية، ونذكر بعضها اتحاد FBWA (اتحاد المصارعة البرازيلي أرازويابا) و PWC (برو ريسلينغ كوريتيبا) و CFW (كريزي فري ستايل ريسلينغ)، وكلها متاحة في كل منها قنوات اليوتيوب.